# Samichlaus
Samichlaus  (нем.) — марка крепкого лагера в стиле доппельбок, в настоящее время производящегося австрийской пивоварней Schloss Eggenberg. Пиво варят только один раз в год, на День святителя Николая (6 декабря), а затем выдерживают в течение 10 месяцев до розлива в бутылки, и традиционно выставляют в продажу в ближайшие рождественские праздники. Содержит 32% экстракта начального сусла и 14% алкоголя, тем самым являясь одним из самых крепких сортов пива из регулярно производящихся. Высокое содержание экстракта начального сусла и спирта определяет долгий срок выдержки и хранения — пять лет и более.

## История
Пиво Samichlaus начало выпускаться в 1980 году в светлой и тёмной версии швейцарской пивоварней Brauerei Hürlimann в Цюрихе. При появлении на рынке Samichlaus, с содержанием алкоголя 14%, было самым крепким пивом в мире и в 1990 году вошло в книгу рекордов Гиннеса. В 1996 году Brauerei Hürlimann стала собственностью холдинга Feldschlösschen, крупнейшей пивоваренной компании в Швейцарии, в настоящее время принадлежащей датской пивоваренной группе Carlsberg. Год спустя, в 1997 г., производство на пивоваренном заводе Hürlimann в Цюрихе было прекращено. На сегодняшний день Hürlimann производит только марки Hamer, Hürlimann Lager и Sternbrau, которые являются обычными светлыми лагерами.
В 2000 году торговая марка Samichlaus и оригинальный рецепт пива были куплены австрийской компанией Schloss Eggenberg, которая в том же году возобновила производство рождественского пива на своей пивоварне. В производстве пива Schloss Eggenberg используются те же дрожжи, которые использовались для приготовления оригинального Samichlaus в Швейцарии. Эти дрожжи уникальны: они разработаны, чтобы выдерживать очень высокий уровень алкоголя. Швейцарское название пива зарезервировано, чтобы подчеркнуть преемственность с производством Hürlimann. На швейцарском диалекте немецкого Samichlaus означает Санта-Клаус.
Классическая доппельбок-версия Samichlaus Classic в бутылках объёмом 0,33 мл с чёрной этикеткой имела большой успех, и пивоварня выпускает новые сорта. В 2007 году на рынке появляется ограниченный тираж Samichlaus Helles с красной этикеткой — светлое пиво в стиле доппельбок крепостью 14%, изготовленное из пильзнерского солода. Оно отличается от тёмного собрата золотистым цветом с красноватыми проблесками, ещё более сложным фруктовым ароматом и солодовой сладостью. В 2013 году появляется Samichlaus Barrique, также крепостью 14%, который специально выдерживается в дубовых бочках, в которых ранее созревало вино Шардоне. В результате получается красно-коричневое пиво с фруктово-пряным ароматом, фруктово-карамельной сладостью и сложным, гармоничным вкусом. В 2014 году пришёл черёд Samichlaus Schwarzes — тёмного, плотного пива, опять же крепостью 14%.

## Характеристики
Классический Samichlaus — крепкое рождественское пиво в стиле доппельбок с содержанием алкоголя 14%, высокой карбонизацией, красновато-коричневого цвета, с ореховым ароматом и богатым и сложным вкусом, сочетающим в себе нотки солода, спелых фруктов, шоколада, карамели и алкоголя.
Из-за высокого содержания алкоголя, в США в соответствии с действующим законодательством на этикетках Samichlaus фигурирует обозначение "солодовый ликёр".